# Pylypec
Pylypec (česky dříve Pilipec nebo Filipec, ukrajinsky Пи́липець, maďarsky Fülöpfalva) je podhorská vesnice na Ukrajině na území někdejší Podkarpatské Rusi v okrese Chust. Její velmi nesouvislá zástavba se táhne podél bystřiny Plošanka (Плошанка) v délce asi šesti kilometrů. Žije zde přibližně 1400 obyvatel.

## Poloha a geografie
Leží 77 km vzdušnou čarou východně od Užhorodu při silnici mezi městy Volovec a Mižhirja. Nachází se na severním úpatí horského masivu Poloniny Boržavy, svou nejnižší částí přiléhá k řece Rypence (přítok Riky), do které zde ústí bystřina Plošanka. Masivu nad Pylypcem dominují hory Veliký vrch (Великий Верх), Hymba (Гимба) či Žid-Magura (Жид-Маґурa).

## Pylypecká vesnická komunita
V Pylypci je administrativní centrum  jednotného územního společenství Pylypecká vesnická komunita (ukrajinsky Пилипецька сільська громада), do kterého patří 11 vesnic, a to:
- Pylypec
- Podobovec, ukrajinsky Подобовець
- Roztoka, ukrajinsky Розтока
- Bukovec, ukrajinsky Буковець
- Potik, ukrajinsky Потік
- Izky, ukrajinsky Ізки
- Kelečyn, ukrajinsky Келечин
- Nyžnij Studenyj, ukrajinsky Нижній Студений
- Verchnij Studenyj, ukrajinsky Верхній Студений
- Rička, ukrajinsky Річка
- Tjuška, ukrajinsky Тюшка

Pylypecká vesnická komunita má rozlohu 199,6 km². V roce 2020 v ní žilo 7 095 obyvatel.

## Historie
Historie Pylypce sahá do roku 1463. Už od počátku byli jeho obyvateli Bojkové. Po celý středověk a většinu novověku náležel pod Uhersko. Administrativně spadal pod maramurešskou župu, ležel na jejím samém západě. Roku 1759 zde vznikla cerkev. Po rozpadu Uherska byl podle Trianonské smlouvy přiřazen k Československu. Na jaře roku 1939 byl během invaze obsazen Maďarskem. Roku 1944 byl osvobozen Rudou armádou, která však záhy provedla jeho připojení k Sovětskému svazu proti vůli obyvatelstva. Od rozpadu Sovětského svazu roku 1991 spadá Pylypec pod svrchovanost Ukrajiny.

## Cestovní ruch
Nachází se zde poměrně velké množství ubytovacích zařízení, zjevně v důsledku výrazné celoroční návštěvnosti. Ta je během zimy zajištěna lyžařským střediskem situovaným v horní části Pylypce. Během léta je Pylypec hojně navštěvován turisty, jejichž nejčastějším cílem bývá kromě horské turistiky nedaleký vodopád Šipot.

### Pamětihodnosti a významná místa
- Pylypecká Cerkev Narození Panny Marie ve stylu verchovinského baroka, z roku 1762,[pozn. 1] národní kulturní památka[2]
- dřevěná zvonička, z roku 1841, národní kulturní památka[2]
- Vodopád Šipot nedaleko od Pylypce, u kterého se také začátkem července každoročně koná kulturní festival
- Muzeum dřevěných kostelů - malé muzeum modelů karpatských dřevěných kostelů v areálu hotelu Aratta (готель Аратта)

## Fotogalerie

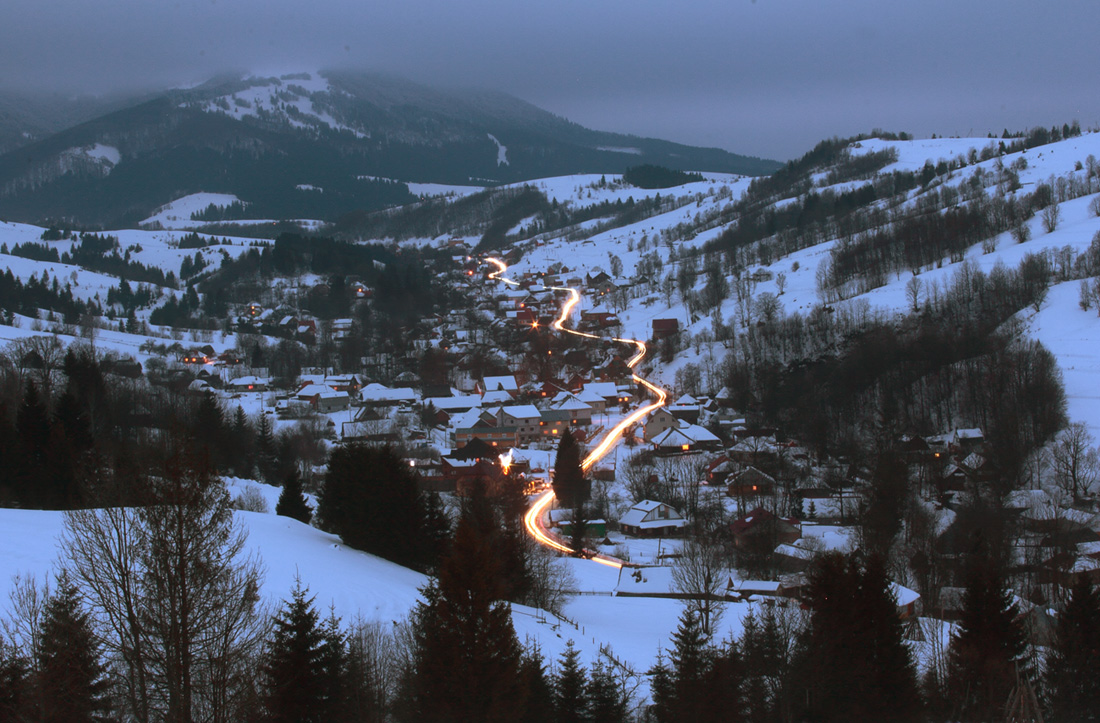
Pylypec v zimě
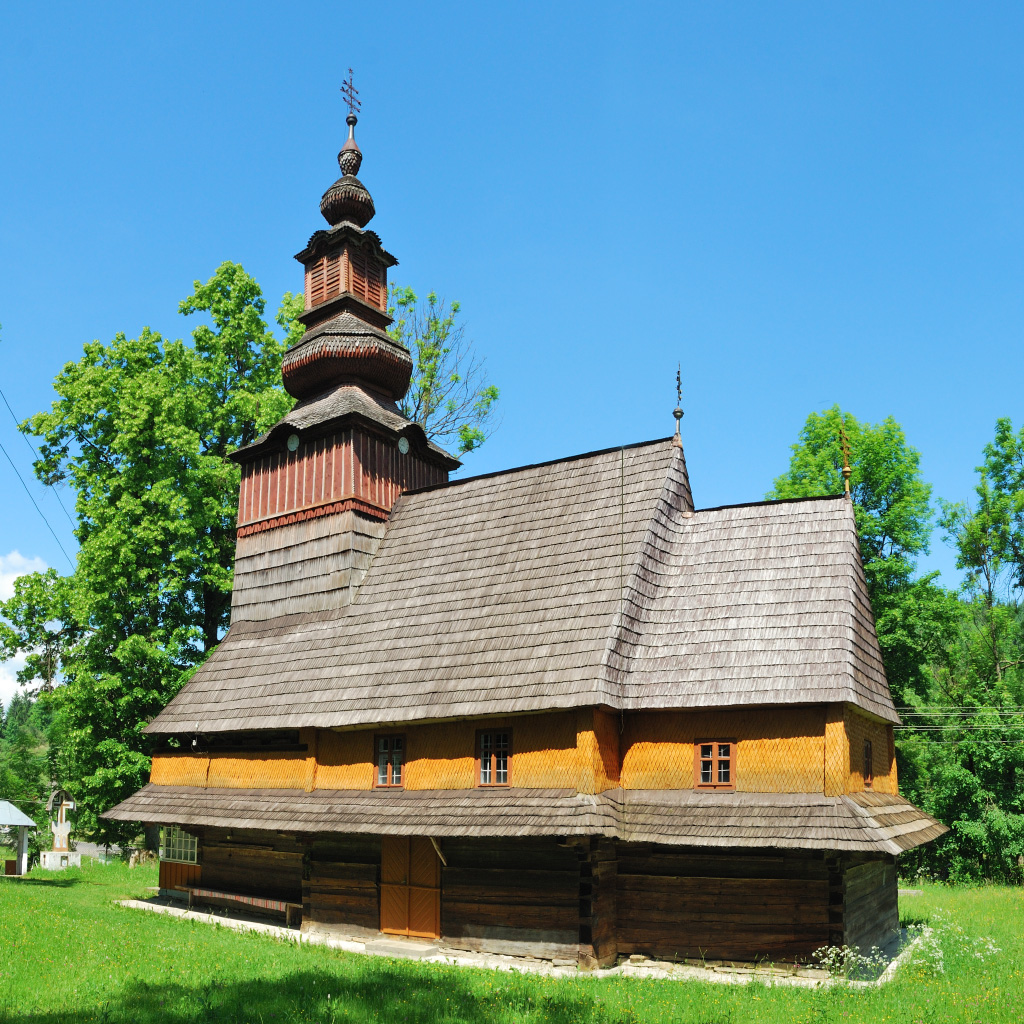
Cerkev Narození Panny Marie
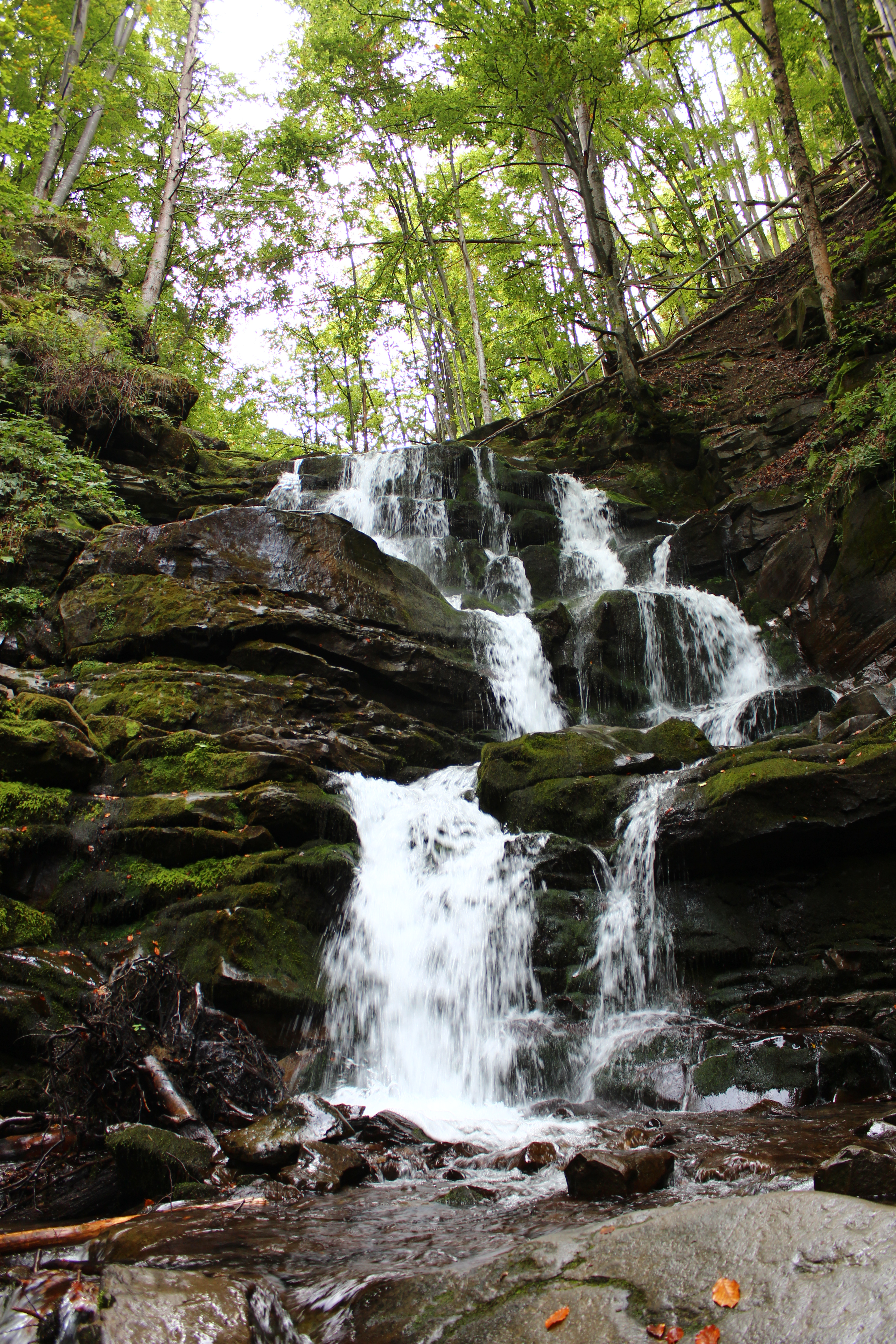
Nedaleký vodopád Šipot
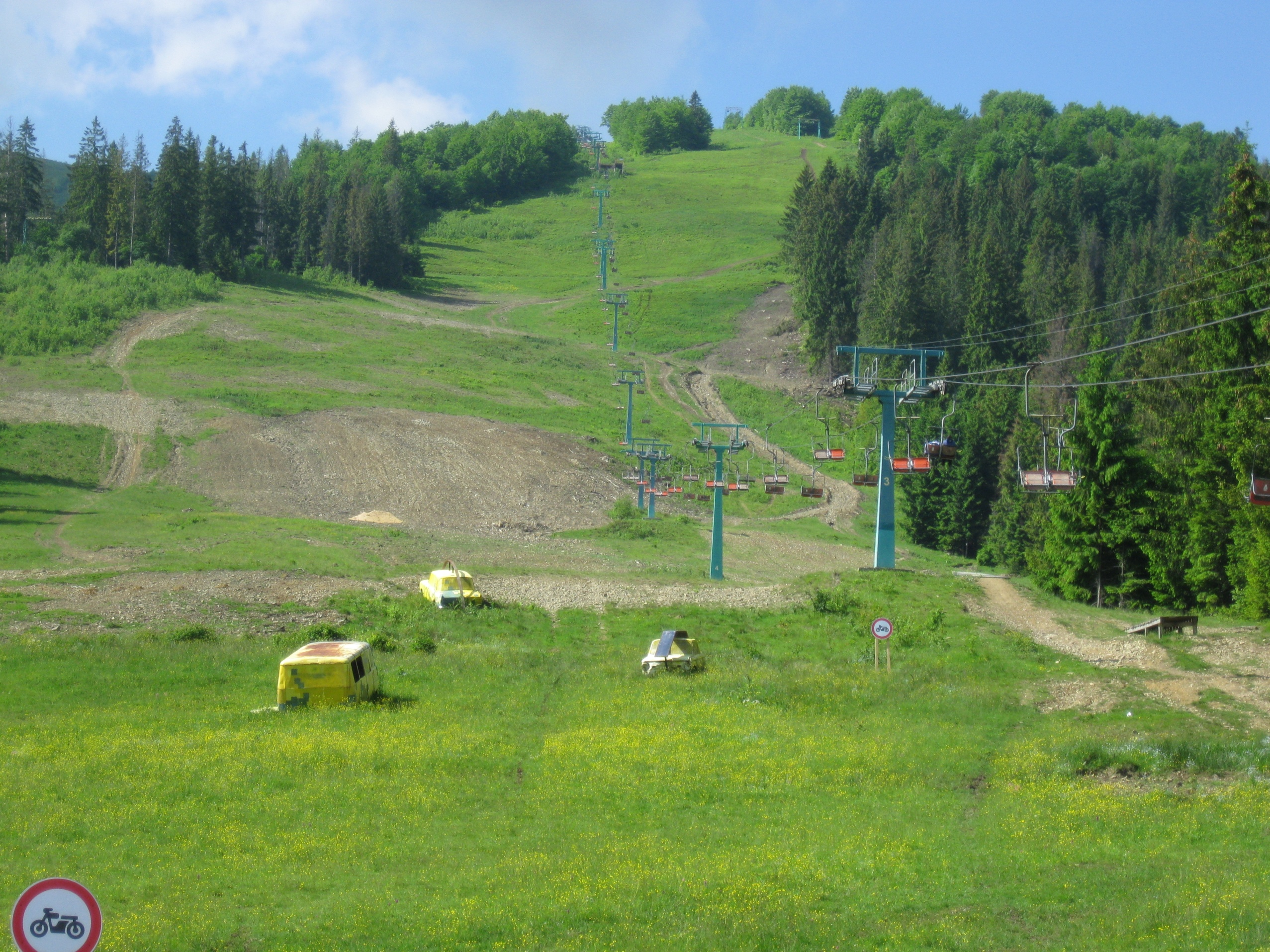
Svah hory Hymby s lanovkou